# Отилія Єнджейчак
Оти́лія Єндже́йчак (пол. Otylia Jędrzejczak; нар. 13 грудня 1983) — польська плавчиня. Олімпійська чемпіонка Афін 2004 року на 200-метрівці баттерфляєм. На Олімпійських іграх 2008 року в Пекіні фінішувала четвертою. Брала участь також в Олімпійських іграх 2000 року в Сиднеї. В Афінах 2004 року також здобула «срібло» на 400-метрівці вільним стилем та на 100-метрівці батерфляєм. Тричі світова рекордсменка на дистанції 200 м батерфляєм (одного разу — в 25-метровому басейні).

## Біографія
Єнджейчак народилась у містечку Руда-Шльонська, Сілезьке воєводство, Польща. Розпочала заняття плаванням у віці шести років — батьки віддали дівчинку до секції через ваду спини. Спочатку Отилія ненавиділа спорт. Але її ставлення різко змінилось після перемоги на змаганнях у Німеччині — дівчинці тоді було 8 років. Єнджейчак розпочала професійні заняття плаванням.
Зі своїм тренером — Марією Якобік — Отилія Єнджейчак здобула першу перемогу на юніорському чемпіонаті Європи у 1999 році. Медалі на чемпіонаті Європи 1999 та 2000 років відкрили майбутній зірці шлях до Олімпійських ігор.
Єнджейчак закінчила Академію фізичної освіти в Варшаві (Akademia Wychowania Fizycznego w Warszawie). Ведучий тренер — Павел Сломінський.

## Здобутки
1. У 1999 році Отилія Єнджейчак виграла 100- та 200-метрівку батерфляєм на юніорському чемпіонаті Європи в Москві та здобула бронзову нагороду на 200-метрівці батерфляєм на дорослому чемпіонаті Європи у Стамбулі.
2. 2000 рік: перемога на 200-метрівці батерфляєм та срібна нагорода на 100-метрівці батерфляєм на чемпіонаті Європи в Гельсінкі.
3. П'яте місце у 200-метрівці батерфляєм на Олімпійських іграх 2000 року.
4. У 2001 році посіла другу позицію на 100-метрівці батерфляєм на чемпіонаті світу у Фукуоці.
5. 4 серпня 2002 року Отилія встановила новий світовий рекорд на 200-метрівці батерфляєм із часом 2:05:78 під час чемпіонату Європи в Берліні. Окрім перемоги на 200-метрівці, вона також здобула срібну нагороду на 100-метрівці батерфляєм.
6. Під час чемпіонату світу в Барселоні 2003 року Отиля Енджейчак посіла 1-шу позицію на 200-метрівці батерфляєм і стала другою на 100-метрівці батерфляєм.
7. На чемпіонаті Європи 2004 року в Мадриді Отиля Енджейчак захистила свій титул на 200-метрівці батерфляєм та стала третьою на 100-метрівці тим самим стилем.
Під час Літніх олімпійських ігор в Афінах 2004 року Отилія Єнджейчак здобула три нагороди:
- срібну на 400-метрівці вільним стилем;
- срібну на 100-метрівці батерфляєм;
- золоту на 200-метрівці батерфляєм.

За кількістю медалей, здобутих під час Олімпійських ігор, Отилія Єнджейчак зрівнялась із легендарною польською легкоатлеткою Іреною Шевінською.
Після того, як Єнджейчак здобула бронзову нагороду на 100-метрівці батерфляєм під час чемпіонату світу 2005 року в Монреалі, вона також вирішила захистити титул, здобутий рік тому на 200-метрівці батерфляєм. У фіналі змагань плавчиня поліпшила власний рекорд на цій дистанції, показавши час 2:05:61 та випередивши австралійку Джесіку Шипер всього на 0,04 секунди. Після змагань виявилось, що Єнджейчак під час фінішу торкнулась бортику лише однією рукою. Це показав відеоповтор. Правилами Міжнародної федерації плавання подібне розглядається як автоматична дискваліфікація. Однак через те, що подібне не було виявлено та зафіксовано суддями протягом 30 хвилин після змагання, результат було зараховано.
Влітку 2005 року Отилія Єнджейчак здобула три золоті нагороди на літній Універсиаді в Ізмірі.
На чемпіонаті Європи 2006 року в Будапешті Отилія Єнджейчак знову захистила свій титул чемпіонки на 200-метрівці батерфляєм та виграла 200-метрівку вільним стилем. Разом із колегами з команди вона також здобула срібну нагороду під час естафети 4х200 метрів вільним стилем.
13 грудня 2007 року, на свій 24-й день народження, Отилія знову встановлює світовий рекорд на 200-метрівці батерфляєм, показуючи час 2:03:53.

## Пізня кар'єра
1 жовтня 2005 року Отиля Єнджейчак, будучи за кермом авто, потрапила в аварію, в якій загинув її молодший 19-річний брат Шимон. В результаті спортсменка отримала умовне покарання, однак, її поведінка відвернула від неї багатьох прихильників.
Отиля Енджейчак повернулась до змагань 2006 року. У 2007 році плавчиня планувала оновити світовий рекорд на 200-метрівці батерфляєм, однак у Мельбурні фінішувала третьою на цій дистанції. Наступного року в Ейндговені Енджейчак не здолала кваліфікації як на 100-метрівці, так і на 200-метрівці.
Незважаючи на невдачу, Єнджейчак та її тренер Павел Сломінський вирішили, що результати в Ейндговені були лише прикрою випадковістю, яку мали виправити Літні олімпійські ігри 2008 року. Однак Єнджейчак, яка вигравала три олімпійські медалі чотири роки тому, спромоглась посісти лише 9-ту позицію на 200-метрівці вільним стилем та 17-ту — на 100-метрівці батерфляєм. Сподівалась на медаль Отилія і на своїй улюбленій дистанції — 200-метрівці батерфляєм, однак фінішувала четвертою.
Після повернення з Пекіна Отилія Єнджейчак вирішила завершити кар'єру професіональної плавчині. Проте 2012 року вона подолала кваліфікацію Олімпійських ігор на дистанціях 100 м та 200 м батерфляєм. Однак, не потрапила до півфінальних запливів, продемонструвавши на 100-метрівці час 59:31.